# Gaston Janssen
Pour les articles homonymes, voir Janssen.
Le général Louis Guillaume Gaston Janssen (12e DIM), né le 28 janvier 1884 à Grenoble et mort pour la France le 2 juin 1940 au fort des dunes à Leffrinckoucke lors de l'opération Dynamo, est un officier général français.

## Biographie
Gaston Janssen, est né le 28 janvier 1884 à Grenoble ; il est le fils du général Hilaire Janssen (1849-1921), commandant du 6e régiment d'artillerie et de Lucie Audier (1862-1947). La famille Janssen est originaire de Ghyvelde dans le département du Nord.  
Bachelier ès lettres en 1901, il prépare le concours de l'École polytechnique où il est admis en 1905 ; il en sort avec le grade de sous-lieutenant; sa première affectation est le 35e régiment d'artillerie à Lorient.
Il suit les cours des écoles d'applications d'artillerie en 1908 et de cavalerie à Saumur en 1912.
En 1911, il épouse Madeleine Bizalion, fille de Paul Bizalion (1861-1949), industriel, et de Rachel Champin (1863-1932), avec laquelle ils eurent 6 enfants.
Lieutenant au 54e régiment d'artillerie au début de Première Guerre mondiale, puis capitaine en décembre 1914, il exerce et participe aux batailles de Sarrebourg-Avricourt, La Mortagne, La Marne, l'Yser, l'Alsace, l'Artois, Ban-de-Sapt dans les Vosges, la Champagne, Lorraine de 1915 à 1916, l'Aisne qui lui vaut une citation à l'ordre de l'Armée le 16 mai 1917, à nouveau l'Alsace en 1918, les Flandres, La Vesle, la Py, la Suippe et enfin le nord de l'Aisne dans les trois derniers mois de la guerre.  
Il termine le conflit avec 4 citations et une glorieuse réputation militaire.  
En 1920, il est affecté à la direction des personnels de l'Artillerie du Ministère de la Guerre dont le ministre est Georges Clemenceau, puis au cabinet du ministre André Lefèvre, où il obtient les notes les plus élogieuses. Il est fait chevalier de Légion d'honneur le 16 juin.  
En 1921, il est admis à l'École supérieure de Guerre dans la 43e promotion dont il sort breveté en 1923. 
En 1927, il est désigné professeur à l'École supérieure de guerre, où il est promu lieutenant-colonel en 1928, puis il devient chef de l'équipe des instructeurs. 
Promu colonel en 1931, il prend le commandement du 61e régiment d'artillerie, puis du 41e régiment d'artillerie divisionnaire en 1935.
Le 25 juin 1935, il est appelé auprès du général Mittelhausser, membre du conseil supérieur de la Guerre, pour être son chef d'état-major. Promu au grade de général de brigade le 28 mai 1936, il reste dans ses fonctions jusqu'à l'arrivée du général Billotte en 1939.
Il prend le commandement de la 12e division d'infanterie motorisée le 15 avril 1939 basée à Châlons-sur-Marne. 
Durant la drôle de guerre, sa division est envoyée en Moselle, avant d'être affectée à des travaux de fortification. Il est nommé général de division le 8 décembre 1939. En 1940, lors de la bataille de France, sa division combat en Belgique et dans le Nord de la France. Chargé de défendre le front est du camp retranché de Dunkerque, le général Janssen est tué au fort des dunes à Leffrinckoucke, le 2 juin 1940 au cours d'un bombardement aérien. Il est inhumé dans la nécropole nationale du Fort des Dunes, tombe no 17.
Il reçoit à titre posthume le 23 août 1940 la cravate de commandeur de la Légion d'honneur avec la citation à l'ordre de l'armée suivante : « Commandant de division hors pair. Avait su faire de sa grande unité un magnifique instrument de combat et maintenir très élevé le moral de ses cadres comme celui de ses troupes. S'est supérieurement battu en Belgique et dans le nord de la France, soustrayant habilement par deux fois son unité à l'étreinte de l'adversaire et la ramenant presque intacte au corps de bataille. A tenu un secteur de la tête de pont de Dunkerque, arrêtant l'ennemi pendant plusieurs jours, permettant ainsi le sauvetage et l'embarquement de la totalité du corps expéditionnaire britannique et d'effectifs importants des armées françaises. Tombé glorieusement, mortellement frappé, à son poste de commandement le 2 juin 1940».
Odonymie : une rue porte son nom à Grenoble, une esplanade à Dunkerque et une rue à Leffrinckoucke.